# Sint-Catharinakerk (Humelgem)

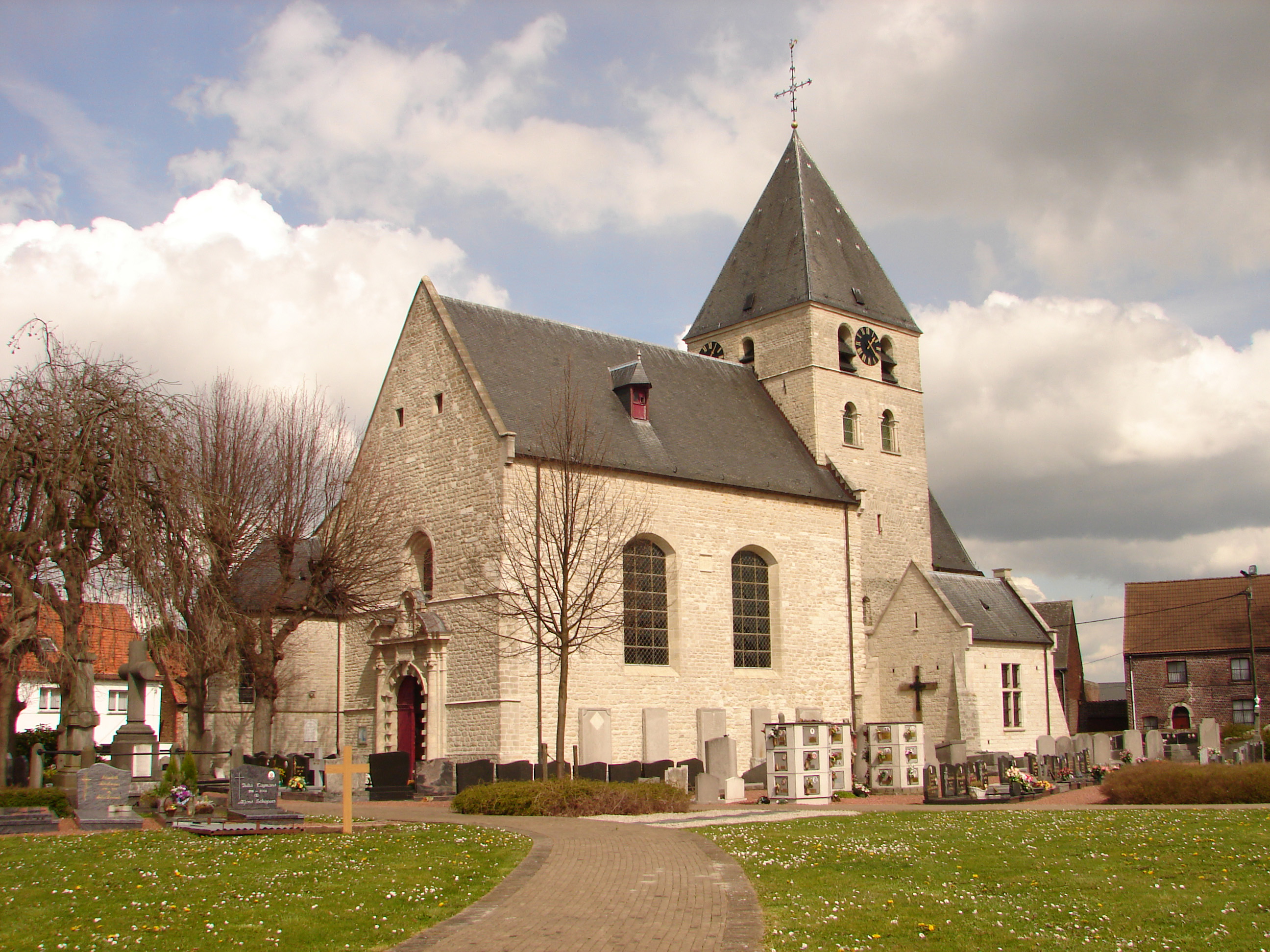
Sint-Catharinakerk

De Sint-Catharinakerk is de parochiekerk van de tot de Vlaams-Brabantse gemeente Steenokkerzeel behorende plaats Humelgem, gelegen aan de de Kerchove d'Exaerdestraat.

## Geschiedenis
Het betreft een van oorsprong romaans kerkgebouw uit de 1e helft van de 11e eeuw. Dit was een éénbeukig kerkgebouw met een toren op het priesterkoor en een apsis. Omstreeks 1200 werd de toren gewijzigd. De westgevel werd vernieuwd in de eerste helft van de 13e eeuw. In het eerste kwart van de 14e eeuw werd een vijfzijdig afgesloten koor gebouwd. In de 16e eeuw richtte men een noorderzijbeuk en een noordelijke transeptarm op. Het westportaal is van 1673, en in 1739 werden er nieuwe vensters in de zuidgevel aangebracht.

## Gebouw
De bovenbouw van de toren boven het priesterkoor is van omstreeks 1200, maar de onderbouw is vroegromaans. Het schip heeft een vroegromaanse kern, waarbij breuksteen in de zuidgevel is aan te treffen. De kerk is gebouwd in zandsteen en wordt omringd door een kerkhof.

## Interieur
De kerk bezit 16e-eeuwse gotische heiligenbeelden en ook beelden uit de 17e eeuw. De preekstoel (begin 17e eeuw) is in renaissancestijl. Er is een 17e-eeuwse biechtstoel in barokstijl. Het orgel en de communiebank zijn uit begin 18e eeuw. Verder is er een gotisch doopvont die mogelijk uit de 15e eeuw stamt. Grafstenen uit de 16e en 17e eeuw zijn in de muren ingemetseld.